# Fontessa
Fontessa ist ein Album des Modern Jazz Quartet (MJQ) in der Besetzung mit John Lewis (Piano), Milt Jackson (Vibraphon), Percy Heath (Kontrabass) und Connie Kay (Schlagzeug), das 1956 bei Atlantic Records veröffentlicht wurde.

## Album
Sechs der insgesamt sieben Musiktitel des Albums wurden am 22. Januar 1956 in New York City, ein Titel (Bluesology) am 14. Februar 1956 im Studio von Rudy Van Gelder in Hackensack im Bundesstaat New Jersey aufgenommen. Die Veröffentlichung als Langspielplatte erfolgte noch im Jahr 1956. Es war das erste Album des Modern Jazz Quartett, das bei Atlantic Records veröffentlicht wurde und markierte den Beginn einer langen Zusammenarbeit des Modern Jazz Quartet mit diesem Label. In den Vereinigten Staaten erfolgte die Veröffentlichung in einer Monoversion mit Katalognummer 1231 (auf dem schwarzen Atlantic-Label) und in einer Stereoversion mit der Katalognummer SD 1231 (auf dem grünen Atlantik-Label). Vom Titel Bluesology sind dabei in der Mono- und der Stereoversion unterschiedliche Takes zu hören. Die Wiederveröffentlichung des Albums als CD erfolgte 1989.
Eine gute Beschreibung der Musik des Albums liefert Pierre Giroux, wenn er schreibt: „An diesem Punkt in ihrer musikalischen Reise hatte sich die Gruppe mit ihrem neuen Schlagzeuger Connie Kay (anstelle von Kenny Clarke) vertraut gemacht und sich von dem mehr bop-beeinflussten Repertoire wegbewegt, hin zu den längeren, erzählenden Kompositionen, die ein ausgesprochen kammermusikalisches Gefühl vermittelten. Es ist nicht so, dass die Gruppe nicht swingen konnte, sie tat es. Aber der Swing war eher zurückhaltend und verfeinert. Der Klang des MJQ war unverwechselbar, mit Milt Jacksons Vibraphon, das den Weg zeigte, wenn er langgehaltende Noten mit Nachhall spielte, gepaart mit aufsteigenden oder absteigenden Triolen. John Lewis war Meister eines einzigartigen ‚Single-Note‘-Stils, der mit Spärlichkeit swingte. Die ersten zwei Titel Versailles und Angel Eyes zeigen diese Eigenschaften. Das Hauptstück des Albums war die längere Suite namens Fontessa … Die restlichen Melodien auf diesem Album sind eine Kombination aus zwei populären Standards und zwei Jazz-Melodien, von denen jede die Improvisationskünste der Band zeigt. Bei Milt Jacksons Bluesology nutzen Jackson und Lewis die Bluesstruktur der Komposition, um inspirierte Soli und eine brillante Interpretation des Materials zu liefern. Bei dem Arlen / Harburg-Standard Over The Rainbow steigt Schlagzeuger Connie Kay aus, so dass Jackson und Lewis auf den Bass von Percy Heath angewiesen sind, was der Melodie eine meditative Stimmung gibt.“
Über seine beiden Kompositionen Versailles und Fontessa, die John Lewis auf dem Album beigetragen hat, äußerte sich der Pianist wie folgt:

„Bei dem kleinen Stück ‚Versailles‘, in dem auch eine ‚klassische‘ Form – die Fuge – als Vorbild genutzt wurde, bin ich nicht der Meinung, dass diese viel mit dem Vorbild zu tun hat, dessen bekannteste Beispiele von Bach stammen. Wir haben vielmehr begonnen, an einer neuen Spielauffassung zu arbeiten, die der Schöpfungskraft des Improvisators freieren Raum lässt und trotzdem strengere Formen schafft als bisher.“

„‚Fontessa‘ ist eine kleine Suite, die von der Commedia dell’ Arte der Renaissance angeregt wurde. Ich dachte an diese Theaterstücke besonders deshalb, weil sie aus einem nur ungefähr skizzierten Rahmen bestanden, innerhalb dessen die Einzelheiten, die Linien usw. improvisiert wurden.“

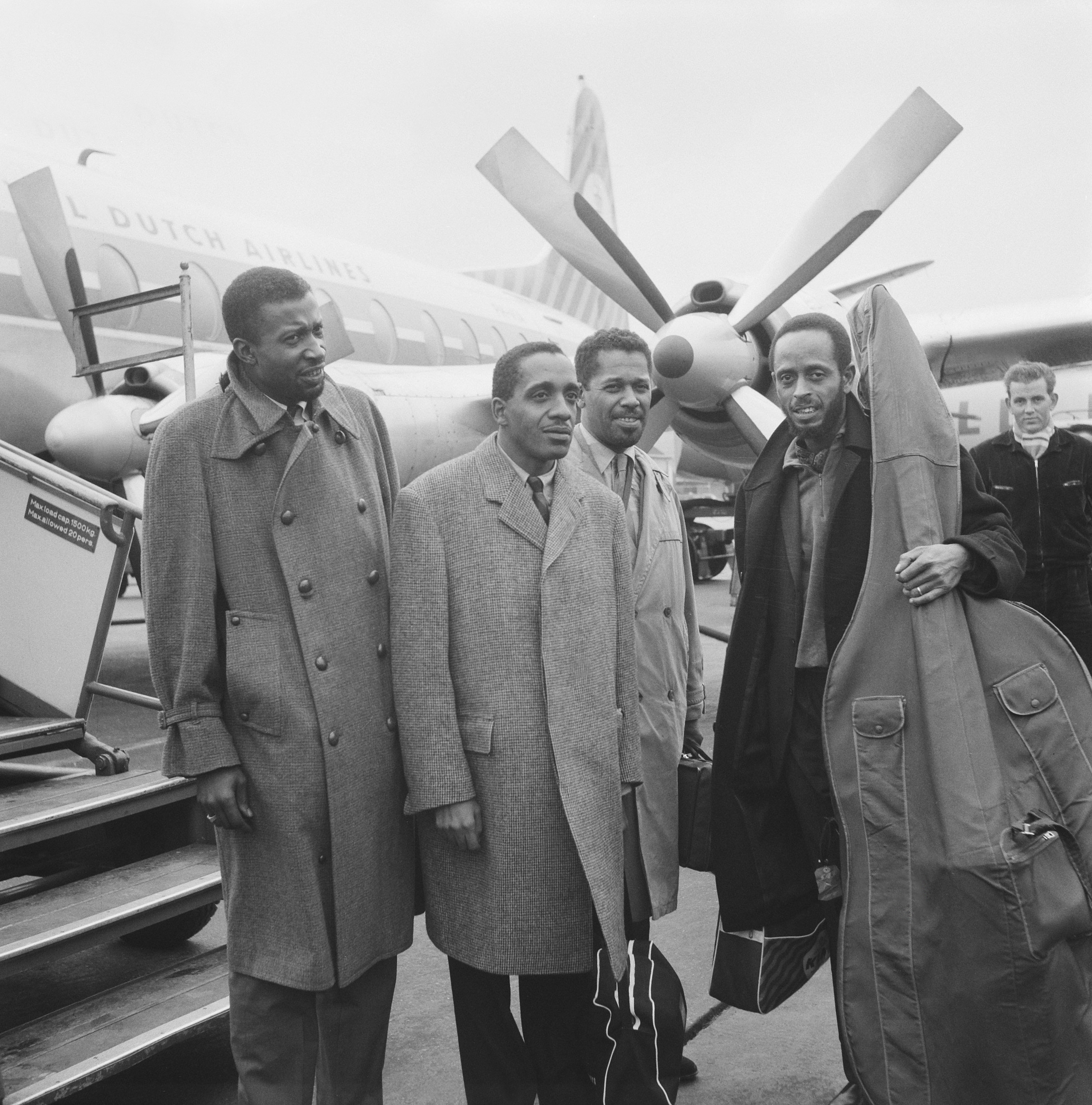
Modern Jazz Quartet (1961)

## Titelliste
- Modern Jazz Quartet: Fontessa (Atlantic – 1231)

1. Versailles (John Lewis) – 3:22
2. Angel Eyes (Earl Brent, Matt Dennis) – 3:48
3. Fontessa (Lewis) – 11:12
4. Over the Rainbow (Harold Arlen, E. Y. Harburg) – 3:50
5. Bluesology (Milt Jackson) – 5:04
6. Willow Weep for Me (Ann Ronell) – 4:47
7. Woodyn You (Dizzy Gillespie) – 4:25[1]

## Mitwirkende

### Musiker und ihre Instrumente
- John Lewis – Piano
- Milt Jackson – Vibraphon
- Percy Heath – Kontrabass
- Connie Kay – Schlagzeug[1]

### Produktionsstab
- John Kraus – Aufnahmetechnik
- Rudy Van Gelder – Aufnahmetechnik
- Guidi – Coverdesign
- Norman Sunshine – Illustration
- J. Gleason – Linernotes
- Claxton – Fotografie
- Nesuhi Ertegun – Supervision[1]

## Rezeption
Die Rezension des Albums bei Allmusik durch Scott Yanow vergab 4,5 von 5 Sternen und stellte fest: „Diese LP ist eine besonders starke Rundum-Zusammenstellung des Modern Jazz Quartets. Während John Lewis ‚Versailles‘ und das 11-minütige ‚Fontessa‘ die Seriosität der Gruppe (und den Einfluss der westlichen klassischen Musik) zeigen, sind andere Stücke (wie ‚Bluesology‘, ‚Woody ’N You‘ und einige Balladen) ein Blick auf die Wurzeln der Gruppe im Bop und erlauben der Band stark zu swingen.“
Im The Rolling Stone Jazz Record Guide erhielt das Album 5 von 5 Sternen.
Die Jazzkritiker Joachim-Ernst Berendt und Günther Huesmann klassifizieren die Musik, die das Modern Jazz Quartet seit Anfang der 1950er Jahre spielte – und so auch das Album Fontessa – als „Jazzkammermusik“ und das MJQ als „wichtigste dieser ‚kammermusikalischen‘ Bands“.
Jazzwisemagazine.com hat Fontessa in seine Liste „The 100 Jazz Albums That Shook The World“ aufgenommen und schreibt:

“It’s difficult at this distance, with so much noise and fury intervening, to credit the radicalism of John Lewis’ brief for the Modern Jazz Quartet, but back in 1956 they were doing stunningly new things in jazz in just about every musical area – form, content, arrangement, interplay and theory. … Fontessa was their first for Atlantic with the fully integrated line-up including Connie Kay: it delivered a perfect blueprint for the many MJQ advances of the next decade.”

„Es ist mit diesem zeitlichen Abstand, mit zwischenzeitlich so viel Lärm und Raserei, schwierig, den Radikalismus von John Lewis Ansatz für das Modern Jazz Quartet zu würdigen, aber damals im Jahr 1956 machten sie erstaunlich neue Dinge im Jazz in fast jedem musikalischen Bereich – Form, Inhalt, Arrangement, Zusammenspiel und Theorie. … Fontessa war ihr erstes Album für Atlantic mit dem vollen Besetzung einschließlich Connie Kay: es lieferte eine perfekte Blaupause für die vielen MJQ Fortschritte des nächsten Jahrzehnts.“